# مستقبل 5-HT2A
يعد مستقبل 5-HT2A لدى الثديبات نوعا فرعيا من مستقبلات 5-HT2 التي تنتمي لعائلة مستقبل السيروتونين وهو يعد مستقبلا مقترنا بالبروتين ج. ويعد هذا النوع من المستقبلات النوع الفرعي الرئيسي المحفز بين المستقبلات المقترنة بالبروتين ج للسيروتونين (5-HT) بالرغم من أن المستقبل 5-HT2A له تأثير تثبيطي أيضا  على بعض المناطق كالقشرة البصرية والقشرة المحجرية الجبهية.
قد يكون مستقبل 5-إتش تي 2أ ضروريًا لانتشار الفيروس التوارمي البشري المُسمى فيروس جاي سي.
يُعد التنظيم التقليلي لمستقبل 5-إتش تي 2أ ما بعد المشبكي (أي إنقاص عدد المستقبلات) عملية تكيفية ناتجة عن الإعطاء المزمن لمثبطات استرداد السيروتونين الانتقائية (إس إس آر آي) ومضادات الذهان غير النمطية. يمتلك المرضى الانتحاريون وغيرهم من المكتئبين عددًا أكبر من مستقبلات 5-إتش تي 2أ مقارنةً بالمرضى العاديين. تشير هذه النتائج إلى أن كثافة مستقبلات 5-إتش تي 2أ ما بعد المشبكية تشترك في إمراضية الاكتئاب.
يمكن ملاحظة التنظيم التقليلي التناقضي لمستقبلات 5-إتش تي 2أ عند استخدام مناهضات عديدة لمستقبل 5-إتش تي 2أ. بناء على ذلك، من المتوقع حدوث التحمل العكسي عند استخدام مناهضات 5-إتش تي 2أ بدلًا من حدوث التحمل. على أي حال، ثبت وجود مناهض واحد على الأقل في هذا الموقع يزيد مستقبلات 5-إتش تي 2أ. بالإضافة إلى ذلك، قد لا يكون للمناهضات أخرى أي تأثير في عدد مستقبلات 5-إتش تي 2أ. ومع ذلك، فإن زيادة عدد المستقبلات هو الاستثناء لا القاعدة. لم يُلاحظ حدوث التحمل أو ظاهرة الارتداد عند البشر في ما يتعلق بتأثيرات مناهضات مستقبل 5-إتش تي 2أ المعززة لنوم الموجة البطيئة.

## التاريخ
قُسّمت مستقبلات السيروتونين إلى فئتين على يد غادم وبيكرالي عندما اكتُشف أن المورفين يمنع حدوث بعض التغييرات التي يسببها السيروتونين في القناة الهضمية، في حين يثبط الديبينزيلين ما تبقى من الاستجابة، ما قاد إلى تسميتها مستقبلات إم M ودي D على الترتيب. يُعتقد أن مستقبلات 5-إتش تي 2أ تتوافق مع ما وُصف في الأصل بأنه النوع الفرعي دي لمستقبلات 5-إتش تي من قبل غادم وبيكارالي. في عصر الاستنساخ قبل الجزيئي حين كان الارتباط بالربيطة المشعة وإزاحتها الأداةَ الرئيسية الوحيدة، وُجد أن السبيبرون وعقار إل إس دي قد وسما نوعين مختلفين من مستقبلات السيروتونين، ولم يُزح أيّ منهما المورفين، ما قاد إلى تسمية مستقبلات 5-إتش تي 1، وَ5-إتش تي 2، وَ5-إتش تي 3، التي تقابل المواقع ذات الألفة العالية لعقار إل إس دي والسبيبرون والمورفين على الترتيب. تبين في وقت لاحق أن مستقبل 5-إتش تي 2 مشابه جدًا لمستقبل 5-إتش تي 1ج( 5-HT1C)، ولذلك جُمعا معًا وأُعيدت تسمية مستقبل 5-إتش تي 2 ليصبح مستقبل5-إتش تي 2أ. بناء على ذلك، تتكون عائلة مستقبل 5-إتش تي 2 من ثلاثة كيانات جزيئية منفصلة: 5-إتش تي 2أ (المعروف سابقًا باسم مستقبل 5-إتش تي 2 أو مستقبل دي)، وَ5-إتش تي 2ب ؛ (5-HT2B؛ المعروف سابقًا باسم مستقبل 5-إتش تي 2و (5-HT2F))، وَ5-إتش تي 2ج (5-HT2C ؛ المعروف سابقًا باسم مستقبل 5-إتش تي 1ج (5-HT1C)).

## التوزع
يجري التعبير عن مستقبل 5-إتش تي 2أ على نطاق واسع في جميع أنحاء الجهاز العصبي المركزي (سي إن إس). ويجري التعبير عنه بالقرب من معظم المناطق الطرفية الغنية بالسيروتونين، بما فيها القشرة المخية الحديثة (القشرة أمام الجبهية والقشرة الجدارية والقشرة الحسية الجسدية بشكل أساسي) والحديبة الشمية. قد تؤدي التراكيز العالية بشكل خاص لهذا المستقبل على التغصنات القمية للخلايا العصبية الهرمية في الطبقة الخامسة للقشرة المخية إلى تعديل العمليات المعرفية والذاكرة العاملة والانتباه من خلال تعزيز إطلاق الغلوتامات متبوعًا بمجموعة معقدة من التآثرات مع مستقبلات 5-إتش تي 2أ، والغابا-أ، والأدينوزين أ1، ومستقبل إيه إم بّي إيه (AMPA)، ومستقبل إم غلو آر2/3 (mGluR2/3)، ومستقبل إم غلو5 (mGlu5)، ومستقبل أو إكس2 (OX2). في مخيخ الفئران، عُثر أيضًا على البروتين في خلايا غولجي الموجودة في الطبقة الحبيبية، وفي خلايا بركنجي.
محيطيًا، يجري التعبير عن مستقبل 5-إتش تي 2أ بشكل كبير في الصفائح الدموية وأنواع خلوية عديدة من الجهاز القلبي الوعائي، وفي الأرومات الليفية، وفي الخلايا العصبية للجهاز العصبي المحيطي. بالإضافة إلى ذلك، لوحظ التعبير عن الرنا المرسال لمستقبل 5-إتش تي 2أ في الخلايا الوحيدة (الوحيدات) لدى الإنسان. يُظهر توزع ناهض مستقبل 5-إتش تي 2أ/2ج في كامل الجسم، وهو [11سي] سيمبي-36، امتصاصًا في العديد من الأعضاء الداخلية والأنسجة الدهنية البنية (بي إيه تي)، ولكن ليس من الواضح ما إذا كان هذا يمثل ارتباطًا نوعيًا بمستقبل 5-إتش تي 2أ.

## التأثيرات
تتضمن العمليات الفيزيولوجية المتواسطة بالمستقبل ما يلي:
- الجهاز العصبي المركزي: الاستثارة العصبونية (مسؤول على الأرجح عن التأثيرات المخلة بالنفس المرتبطة بناهضات مستقبل 5-إتش تي 2أ مثل عقار إل إس دي، وَدي إم تي، إلخ)، والتأثيرات السلوكية، والتعلم، والقلق، وإدراك الألم البدئي[22]
- العضلات الملساء: التقلص (في الشعب الهوائية والقناة الهضمية)
- تضيق الأوعية / توسع الأوعية
- الصفيحات الدموية: التكدس
- ينتج عن تنشيط مستقبل 5-إتش تي 2أ بواسطة 2،5-ثنائي ميثوكسي -4-يودوأمفيتامين (دي أو آي) تأثيرات قوية مضادة للالتهاب في العديد من الأنسجة تشمل القلب والأوعية الدموية والأمعاء. تمتلك ناهضات أخرى لمستقبل 5-إتش تي 2أ مثل عقار إل إس دي تأثيرات قوية مضادة للالتهاب أيضًا ضد الالتهاب المحرّض بعامل نخر الورم ألفا.
- يؤدي تنشيط مستقبل 5-إتش تي 2أ في منطقة الوطاء إلى زيادة المستويات الهرمونية للأوكسيتوسين، والبرولاكتين، والهرمون الموجه لقشر الكظر، والكورتيكوستيرون، والرينين.[23][24]

- دور في الذاكرة والتعلم
- إدراك الضوء واللون
- تنظيم الشعور

## الربائط

### الناهضات
يُعد تفعيل مستقبل 5-إتش تي 2أ ضروريًا لتأثيرات العقاقير المخلة بالنفس «الكلاسيكية» مثل عقار إل إس دي، والسايلوسين، والمسكالين، التي تعمل ناهضاتٍ كاملة أو جزئية لهذا المستقبل، وتمثل الفئاتِ الرئيسية الثلاث لناهضات 5-إتش تي 2أ، وهي الإرغولينات والتريبتامينات والفينيثيلامينات، على الترتيب. طُورت عائلة كبيرة جدًا من مشتقات هذه الفئات الثلاث، وأُجريت أبحاث موسعة حول علاقات النشاط بالبنية الخاصة بها. يُعتقد أن الناهضات التي تمارس تأثيرها على مستقبلات 5-إتش تي 2أ الموجودة على التغصنات القمية للخلايا العصبية الهرمية ضمن مناطق من القشرة أمام الجبهية تتواسط فعاليةً مهلوسة. تكشف نتائج أحدث أن التأثيرات المنشطة نفسيًا للعقاقير المخلة بالنفس الكلاسيكية يتواسطها مستقبل 5-إتش تي 2أ–إم غلو2(5-HT2A–mGlu2)  ثنائي القسيمة المغاير لا مستقبلات 5-إتش تي 2أ أحادية القسيمة. تعزز الناهضاتُ الدوبامين في القشرة أمام الجبهية، وتعزز الذاكرة، وتلعب دورًا فعالًا في الانتباه والتعلم.

### دوره في الإدخال الخلوي للفيروس
قد يكون مستقبل 5-إتش تي 2أ ضروريًا للإدخال الخلوي المتواسط بالكلاثرين للفيروس التوارمي البشري المُسمى فيروس جاي سي، وهو العامل المسبب لاعتلال بيضاء الدماغ متعدد البؤر المترقي (بّي إم إل)، والذي يدخل إلى خلايا مثل الخلايا الدبقية قليلة التغصن، والخلايا النجمية، والخلايا اللمفية البائية، والخلايا الظهارية الكلوية. لا بد أن تعبر هذه الخلايا عن حمض السياليك المرتبط بألفا 2-6 الذي يدخل في تكوين مستقبل 5-إتش تي 2أ وذلك من أجل الإدخال الخلوي لفيروس جاي سي.